# Chaya Arbel
Chaya Arbel (født 18. juni 1921 i Nürnberg, Tyskland – død 2007 i Israel) var en israelsk komponist og pianist.
Arbel er den mest kendte israelske kvindelige komponist gennem tiden. Hun emigrerede i 1936 med sin familie til Palestina, og blev frugtavler, ved kibbutz HaMa´apil.
Hun tog først kompositionen op 25 år efter og har komponeret en symfoni, orkesterværker, kammermusik, klaverstykker og solostykker for mange instrumenter.

## Udvalgte værker
- Symfoni "En legetøjssymfoni her og nu" (1983) – for strygeorkester, legetøj og slagtøj
- "Klagesang"'' (1984) - for strygerorkester
- Cellokoncert (1998) – for cello og strygeorkester
- "Klagesang" (1984) – for klaver